# Paul Sahanek
Paul Sahanek (* 8. September 1998) ist ein österreichischer Fußballspieler.

## Karriere

### Verein
Sahanek begann seine Karriere beim SV St. Andrä-Wördern. Im Jänner 2010 wechselte er in die Jugend des SK Rapid Wien, bei dem er ab der Saison 2012/13 auch in der Akademie spielte. Zur Saison 2016/17 rückte er in den Kader der Amateure von Rapid, für die er im November 2016 gegen den FCM Traiskirchen in der Regionalliga debütierte. In seiner ersten Saison bei Rapid II kam er zu neun Einsätzen, in denen er ein Tor erzielte. In der Saison 2017/18 absolvierte er 29 Spiele in der dritthöchsten Spielklasse.
Nach weiteren zwölf Einsätzen in der Saison 2018/19 wechselte er im Jänner 2019 nach Deutschland zum Regionalligisten ZFC Meuselwitz. Bis Saisonende kam er zu zehn Einsätzen für Meuselwitz in der Regionalliga. In der abgebrochenen Saison 2019/20 spielte Sahanek 13 Mal in der vierthöchsten Spielklasse. Nach der Saison 2019/20 verließ er die Thüringer wieder.
Im Oktober 2020 kehrte er nach Österreich zurück und wechselte zum Zweitligisten SK Vorwärts Steyr, bei dem er einen bis Juni 2021 laufenden Vertrag erhielt. Sein Debüt in der 2. Liga gab er im selben Monat, als er am siebten Spieltag der Saison 2020/21 gegen den SV Horn in der 62. Minute für Nicolas Wimmer eingewechselt wurde. In zwei Spielzeiten kam der Verteidiger zu 46 Zweitligaeinsätzen, in denen er einmal traf. Nach der Saison 2021/22 verließ er Steyr.
Daraufhin wechselte er zur Saison 2022/23 zum Regionalligisten SV Stripfing. Für Stripfing kam er zu 16 Einsätzen in der Ostliga, mit dem Klub stieg er 2023 in die 2. Liga auf. Den Aufstieg machte er aber nicht mit, er wechselte stattdessen zur Saison 2023/24 zum Regionalligisten SC Wiener Viktoria.

### Nationalmannschaft
Sahanek spielte im März 2013 erstmals für eine österreichische Jugendnationalauswahl. Im Februar 2015 spielte er gegen Italien erstmals für die U-17-Mannschaft, mit der er im selben Jahr auch an der EM teil. Sahanek kam während des Turniers zu drei Einsätzen und schied mit Österreich als Dritter der Gruppe A bereits in der Gruppenphase aus.
Zwischen Oktober 2015 und Juni 2016 kam er zu sieben Einsätzen im U-18-Team. Von September 2016 bis März 2017 spielte er sechs Mal für die U-19-Auswahl.